# NHK 야마구치 방송국

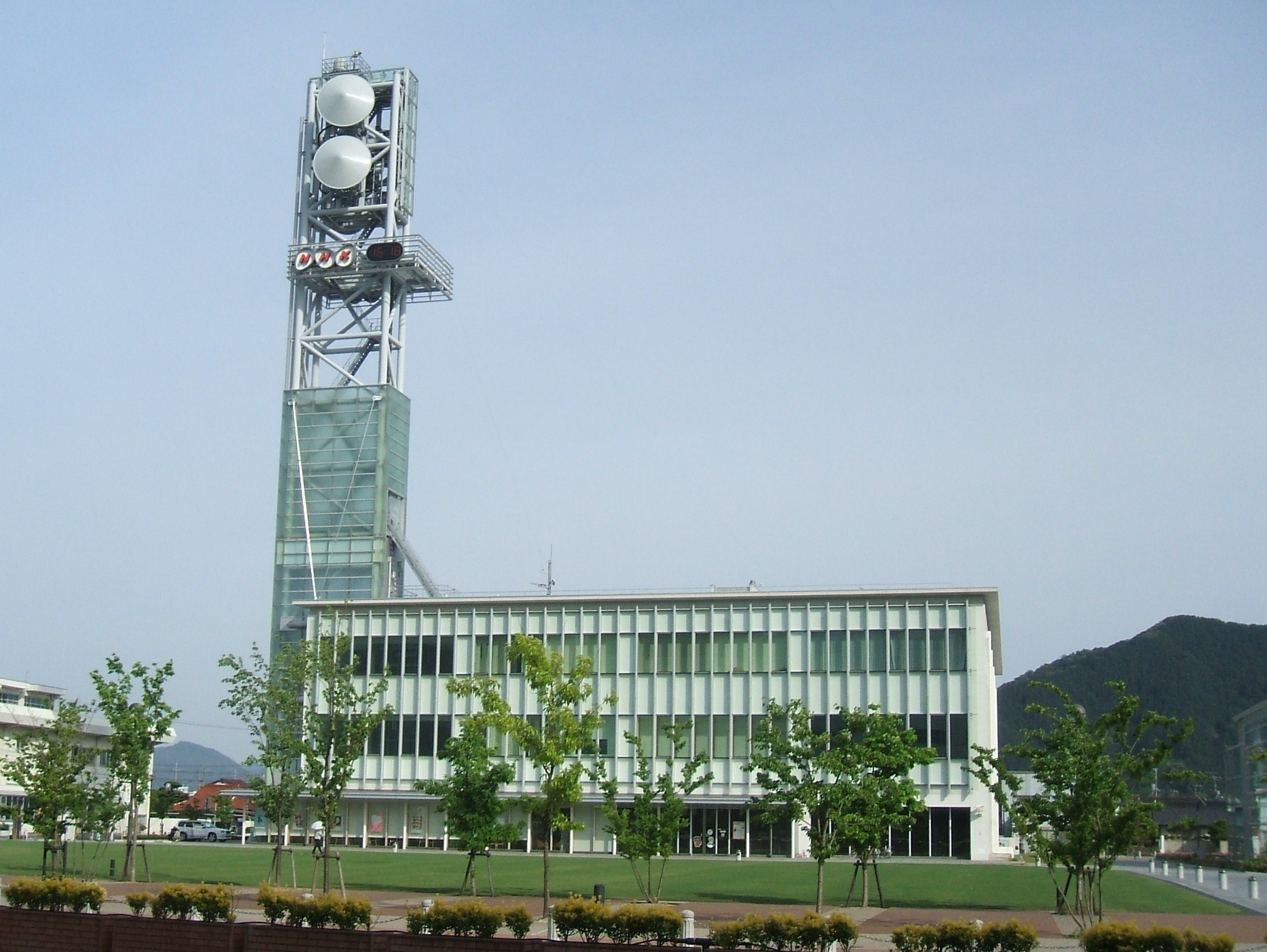
NHK 야마구치 방송국

NHK 야마구치 방송국(山口 放送局)은 야마구치현을 방송구역으로 하는 NHK의 지역방송국이며 중파·FM라디오·텔레비전 방송을 담당하고 있다.

## 연혁
- 1941년 4월 19일 호후 방송국으로서 개국, 라디오 방송 개시(콜사인:JOUG)
- 1942년 4월 호후 방송국 야마구치 연주소 개설.이와 동시에 방송구과 스튜디오가 분리된다.
- 1951년 6월 1일 호후 제2방송(라디오) 개시(콜사인:JOUC)
- 1956년 6월 3일 시모노세키 방송국 개국, 라디오 제1방송 개시(콜사인:JOUI, 후에 JOUQ.현재는 폐지.JOUI는 현재 가고시마요미우리TV에서 사용)
- 1959년 6월 15일 종합 텔레비전 개국(콜사인:JOUG-TV)
- 1962년 4월 야마구치 방송 회관 운용 개시 이와 동시에 호후 방송국과 야마구치 연주소를 통합해 야마구치 방송국으로 개칭
- 1962년 7월 시모노세키 방송 회관 운용 개시
- 1962년 9월 1일 교육 텔레비전 개국(콜사인:JOUC-TV)
- 1964년 4월 1일 FM실험 방송 개시(본방송 개시는 1969년 3월 1일)
- 1965년 종합 텔레비전 컬러 방송 개시
- 1966년 교육 텔레비전 컬러 방송 개시
- 1970년 3월 31일 시모노세키 텔레비전 중계방송국 개국.그와 동시에 기타큐슈 방송국 관할하에 있던 도요우라 지구 텔레비전·FM중계국을 시모노세키 방송국에 관리권 이관
- 1988년 7월 22일 NHK의 조직 개혁에 의해 시모노세키 방송국을시모노세키 지국으로 개칭했다.이는 주고쿠 지방에서 요나고, 후쿠야마와 함께 자국 프로그램을 제작·방송하는 기능이 없었기 때문에 격하된 것이다.
- 1990년 11월 16일 대한민국 KBS 창원방송총국과 자매결연
- 1996년 시모노세키 방송 회관을 폐쇄
- 2006년 10월 1일 지상파 디지털 텔레비전 방송 개시
- 2011년 7월 24일 지상파 아날로그 텔레비전 방송 종료

## 채널·주파수

### 텔레비전 방송
- 종합 텔레비전 야마구치본국 16ch(JOUG-DTV)
- 교육 텔레비전 야마구치본국 13ch(JOUC-DTV)

### 라디오 방송
| 방송국·중계국     | 주파수  | 출력 | 비고          |
| ----------------- | ------- | ---- | ------------- |
| 야마구치 방송국   | 675kHz  | 5kW  | 콜사인은 JOUG |
| 시모노세키 중계국 | 1026kHz | 100W |               |
| 하기 중계국       | 963kHz  | 1kW  |               |
| 이와쿠니 중계국   | 585kHz  | 300W |               |
| 스사 중계국       | 1368kHz | 100W |               |

| 방송국·중계국     | 주파수  | 출력 | 비고          |
| ----------------- | ------- | ---- | ------------- |
| 야마구치 방송국   | 1377kHz | 5kW  | 콜사인은 JOUC |
| 시모노세키 중계국 | 1359kHz | 100W |               |
| 하기 중계국       | 1125kHz | 1kW  |               |

| 방송국·중계국              | 주파수  | 출력 | 비고             |
| -------------------------- | ------- | ---- | ---------------- |
| 야마구치 방송국            | 85.3MHz | 500W | 콜사인은 JOUG-FM |
| 야마구치 코우노미네 중계국 | 85.9MHz | 10W  |                  |
| 아토 중계국                | 84.2MHz | 10W  |                  |
| 미네 중계국                | 84.5MHz | 50W  |                  |
| 시모노세키 중계국          | 83.1MHz | 50W  |                  |
| 도요우라 중계국            | 81.3MHz | 10W  |                  |
| 야마구치 도요타 중계국     | 83.8MHz | 10W  |                  |
| 나가토 중계국              | 83.5MHz | 3W   |                  |
| 호우호쿠 중계국            | 81.9MHz | 10W  |                  |
| 하기 중계국                | 82.4MHz | 100W |                  |
| 스사 타마가와 중계국       | 82.9MHz | 10W  |                  |
| 야나이 중계국              | 84.0MHz | 100W |                  |
| 도와 중계국                | 82.5MHz | 10W  |                  |
| 니시키 중계국              | 83.1MHz | 10W  |                  |
| 이와쿠니 중계국            | 85.0MHz | 10W  |                  |
| 우베 중계국                | 83.3MHz | 100W |                  |

## 야마구치현에 있는 다른 텔레비전·라디오 방송국
- 야마구치 방송(kry)(TV는 니혼 TV계열, 라디오는 JRN&NRN계열국)
- TV 야마구치(tys)(도쿄 방송 계열)
- 야마구치 아사히 방송(yab)(TV 아사히 계열)
- FM야마구치(JFN 계열)